# Ischnopteris variegata
Ischnopteris variegata là một loài bướm đêm trong họ Geometridae.